# Aeroportul Kaunas
Aeroportul Kaunas (IATA: KUN, ICAO: EYKA) este un aeroport din Karmėlava⁠(d), Kaunas District Municipality⁠(d), Lituania ce deservește zona Kaunas. Aeroportul a fost tranzitat în 2022 de 1.159.184 de pasageri. A fost deschis în 1988 și numit după zona deservită.
Situat la o altitudine de 78 m, aeroportul dispune de 1 pistă.

## Infrastructură

### Piste
Aeroportul dispune de o singură pistă. Pista 08/26 are suprafața de asfalt și dimensiunile 3.250 m × 45 m. 